# King África
Alan Duffy (31 octobre 1971 à Buenos Aires), plus connu sous le nom de King Africa est un chanteur argentin spécialiste des tubes de l'été, souvent des reprises sur un rythme latino-dance. Il est surtout très connu dans les pays d'Amérique latine et en Espagne.
Son plus grand tube reste La Bomba (reprise du groupe bolivien "Azul Azul") en 2000, ce qui lui a valu l'ouverture des portes du marché discographique européen.
En 2005 il a participé à l'émission Gran Hermano VIP (le Loft Story espagnol) sur la chaîne Telecinco.

## Discographie
- Fiesta Vip (Vale Music, 2005 : compilation)

1. Paquito El Chocolatero
2. Tonta
3. Se Te Ve La Tanga
4. Soy Vip
5. Mi Abuela
6. El Ritmo Es Tu Danza
7. Baila Conmigo
8. El Camaleon
9. Mama Yo Quiero (reprise de "Mamãe eu quero" de Carmen Miranda remis au gout du jour par T-Rio sous le titre Choopeta)
10. La Bomba (reprise d'Azul Azul)
11. El Humahuaqueno
12. Mete Mete
13. Tesouro Do Pirata (reprise du groupe brésilien d'Axé Tchakabum)
14. Salta
15. Golosa
16. Al Palo
17. Toda Espana Esta Bailando
18. Bailando Pump It Up (reprise de Black & White Brothers, également repris par Danzel)
19. Alza Las Manos
20. E-O-E
21. Agua Mineral

- La chanson "Salta" utilisée par la marque Pringles (Vale Music, 2001)
- Pachanga, 2001
- La Bomba (Vale Music, 2000), inclut le tube de l'été La Bomba (reprise du groupe bolivien "Azul Azul").
- King Africa RMX (1996)
- Al palo (1995)
- El Africano (1993)
- E-O-E (1992)